# Grant Wood
Grant DeVolson Wood (13 tháng 2 năm 1891 - 12 tháng 2 năm 1942) là một họa sĩ người Mỹ sinh tại địa điểm cách 6 km về phía đông của Anamosa, Iowa. Ông được biết đến với những bức tranh miêu tả các vùng nông thôn  Trung Tây Hoa Kỳ, nhất là bức tranh American Gothic, một bức tranh mang tính biểu tượng của thế kỷ 20.

## Tác phẩm

### Tranh
- American Gothic (1930)
- Appraisal (1931)
- Arbor Day (1932)
- Arnold Comes of Age (1930)
- The Birthplace of Herbert Hoover, West Branch, Iowa (1931)
- Boy Milking Cow (1932)
- Daughters of Revolution (1932)
- Death on Ridge Road (1935)
- Dinner for Threshers (1934)
- Fall Plowing (1931)
- Haying (1939)
- Iowa Cornfield (1941)
- January (1940)
- The Little Chapel Chancelade (1926)
- The Midnight Ride of Paul Revere (1931)
- Near Sundown (1933)
- New Road (1939)
- Parson Weems' Fable (1939)
- Plaid Sweater (1931)
- Portrait of Nan (1933)
- Return from Bohemia (1935)
- Seedtime and Harvest (1937)
- Self-Portrait (1932)
- Spotted Man (1924)
- Spring in the Country (1941)
- Stone City, Iowa (1930)
- Sultry Night (1937)
- Woman with Plants (1929)
- Young Corn (1931)

### Văn học
- Wood, Grant. "Art in the Daily Life of the Child." Rural America, March 1940, 7–9.
- Revolt against the City. Iowa City: Clio Press, 1935.

## Sách tham khảo thứ cấp
- Corn, Wanda M. Grant Wood: The Regionalist Vision. New Haven: Minneapolis Institute of Arts and Yale University Press, 1983.
- Crowe, David. "Illustration as Interpretation: Grant Wood's 'New Deal' Reading of Sinclair Lewis's Main Street." In Sinclair Lewis at 100: Papers Presented at a Centennial Conference, edited by Michael Connaughton, 95–111. St. Cloud, MN: St. Cloud State University, 1985.
- Czestochowski, Joseph S. John Steuart Curry and Grant Wood: A Portrait of Rural America. Columbia: University of Missouri Press and Cedar Rapids Art Association, 1981.
- DeLong, Lea Rosson. Grant Wood's Main Street: Art, Literature and the American Midwest. Ames: Exhibition catalog from the Brunnier Art Museum at Iowa State University, 2004.
- When Tillage Begins, Other Arts Follow: Grant Wood and Christian Petersen Murals. Ames: Exhibition catalog from the Brunnier Art Museum at Iowa State University, 2006.
- Dennis, James M. Grant Wood: A Study in American Art and Culture. New York: Viking Press, 1975.
- Renegade Regionalists: The Modern Independence of Grant Wood, Thomas Hart Benton, and John Steuart Curry. Madison: University of Wisconsin Press, 1998.
- Evans, R. Tripp. Grant Wood [A Life]. New York: Alfred A. Knopf, 2010 OCLC 503041934.
- Graham, Nan Wood, John Zug, and Julie Jensen McDonald. My Brother, Grant Wood. Iowa City: State Historical Society of Iowa, 1993.
- Green, Edwin B. A Grant Wood Sampler, January Issue of the Palimpsest. Iowa City: State Historical Society of Iowa, 1972.
- Haven, Janet. "Going Back to Iowa: The World of Grant Wood" Lưu trữ ngày 19 tháng 9 năm 2013 tại Wayback Machine, MA project in conjunction with the Museum for American Studies of the American Studies Program at the University of Virginia, 1998; includes list of paintings and gallery.
- Hoving, Thomas. American Gothic: The Biography of Grant Wood's American Masterpiece. New York: Chamberlain Brothers, 2005.
- Milosch, Jane C., ed. Grant Wood’s Studio: Birthplace of American Gothic. Cedar Rapids and New York: Cedar Rapids Museum of Art and Prestel, 2005.
- Seery, John E. "Grant Wood's Political Gothic." Theory & Event 2, no. 1 (1998).
- Taylor, Sue. "Grant Wood's Family Album." American Art 19, no. 2 (2005): 48–67.